# Hollins (Virginie)
Hollins est une census-designated place située dans les comtés de Botetourt et de Roanoke, dans l’État de Virginie, aux États-Unis. Lors du recensement de 2020, elle comptait 15 574 habitants.
L'Université Hollins y est située.